# برنارد ماندویل
برنارد مندویل، یا برنارد د مندویل (‎/ˈmændəvɪl/‎؛ ۱۶۷۰ نوامبر ۱۵–۲۱ ژانویه ۱۷۳۳)، یک فیلسوف انگلیسی-هلندی، اقتصاددان سیاسی و یک طنز نویس بود. او در روتردام هلند متولد شد اما بیشتر عمرش را در انگلیس گذراند و در اکثر آثارش از زبان انگلیسی استفاده کرد. او با داستان افسانه زنبورها معروف شد.

## نظرات

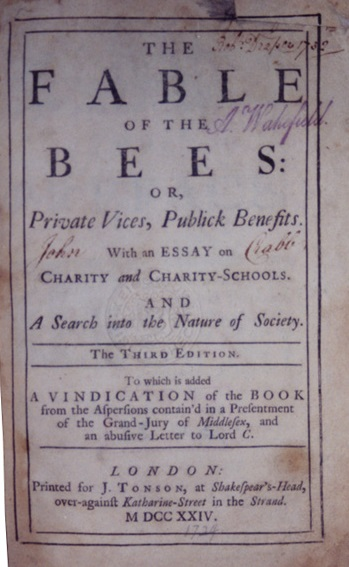
افسانه زنبورهای عسل مندویل

در آن زمان اعتقاد داشتن فلسفه ماندویل جرم بزرگی تلقی می‌شد و همیشه به عنوان دروغ، منفی بافی و پست شناخته می‌شد. نظریه اصلی او این است که کارهای انسان را نمی‌توان به پایین و بالا تقسیم کرد. زندگی عالی انسان افسانه ای خیالی و ساده است که فلاسفه و حکام برای ساده‌سازی دولت و روابط جامعه آن را ساخته‌اند. در حقیقت، فضیلت (که او آن را به این صورت معنی می‌کرده‌است: "هر عملکردی که انسان از روی جاه طلبی خوب بودن انجام می‌دهد. این جاه طلبی عقلانی و بر خلاف طبیعت، به سود دیگران، یا برای غلبه بر احساسات خود است") برخلاف پیشرفت تجاری و فکری دولت می‌باشد. چرا کهرذایل با اختراعات و گردش سرمایه (اقتصاد) و در ارتباط با زندگی مجلل، جامعه و مردم را به طرف کار و پیشرفت تحریک می‌کنند. 

### شر خصوصی، نفع عمومی
مندویل نتیجه گرفت که رذیلت، که در آن زمان مغایر با «فضایل مسیحی» بود، شرط لازم برای رونق اقتصادی است. دیدگاه او در برابر دیدگاه آدام اسمیت خشک‌تر است. هم اسمیت و هم مندویل، هر دو معتقد بودند که کارهای جمعی باعث سود عمومی می‌شود. با این حال، چیزی که فلسفه مندویل را از فلسفه اسمیت متمایز می‌کند، عامل اصلی تأمین منافع عمومی است. اسمیت به منافع شخصی فضیلت باور داشت که منجر به همکاری نامرئی می‌شود. در بیشتر موارد، اسمیت نیازی نمی‌بیند که چگونگی تأمین منافع عمومی را توضیح دهد. از سوی دیگر، مندویل معتقد بود که اگر حرص شرورانه به درستی هدایت شود، منجر به همکاری نامرئی می‌شود. مندویل از سیاستمداران خواست تا مطمئن شوند که احساسات انسانی منجر به منافع عمومی می‌شود. او به افسانه زنبورهای عسل بود اعتقاد داشت که براساس آن «رذایل فردی با مدیریت ماهر یک سیاستمدار ماهر ممکن است به منافع عمومی تبدیل شود». 
او در این افسانه جامعه ای را نشان می‌دهد که تمام فضایل «متبرک و خشنود و صداقت» را داشته. حال این جامعه در بی‌تفاوتی افتاده و کاملاً فلج شده‌است. عدم عشق به خود (رجوع کنید به هابز) باعث از بین رفتن پیشرفت می‌شود. فضایل به اصطلاح عالیه فقط ریا هستند و ناشی از تمایل خودخواهانه به برتری بر حیوانات وحشی است. «فضایل اخلاقی، فرزندان سیاسی هستند که با چاپلوسی به خود می‌بالند.» به همین ترتیب او به پارادوکسی بزرگ می‌رسد که بنابر آن «رذایل فردی همان منافع عمومی است». 
مندویل استدلال می‌کند که پایین‌ترین و ناپسندترین رفتارها اثرات مثبت اقتصادی ایجاد می‌کند. برای مثال لیبرتین، شخصیتی باطل است، و در عین حال خیاط، خدمتکار، عطر، آشپز و روسپی استخدام می‌کند. این افراد، چند نانوا، نجار و … را هم استخدام خواهند کرد؛ بنابراین، خشونت و شدت احساسات لیبرتین به‌طور کلی به نفع جامعه است. استدلال‌های هجوآمیز مشابهی توسط طنزپردازان Restoration و Augustan ارائه شده‌است. یک مثال معروف «دفاع فروتنانه از تاس کباب‌های عمومی» است، که برای معرفی فاحشه خانه های عمومی و تحت کنترل دولت از آن استفاده می‌شد. مقاله ۱۷۲۶ علایق زنان را نشان می‌دهد و به عنوان مثال، کلیتورس را به عنوان مرکز لذت جنسی زنان ذکر می‌کند. هجو جاناتان سویفت در سال ۱۷۲۹ A Modest Proposal احتمالاً کنایه ای از عنوان ماندویل است.
مندویل جزء اولین افرادی است تقسیم کار را توضیح دادند و آدام اسمیت از برخی از نمونه‌های او استفاده می‌کند.
مندول می‌گوید:
اما اگر کسی در ساخت تیر و کمان مهارت داشته باشد و دیگری غذا تهیه کند، یکی کلبه بسازد، یکی لباس بدوزد و یکی ظرف درست کند، آن‌ها نه تنها برای همدیگر فایده دارند، بلکه تماس‌ها و کارهای خودشان هم در همان مدت بیشتر پیشرفت خواهد کرد و اگر همه آن‌ها با بی بند و باری رفتار کنند، چنین نخواهد شد …

ساعت‌سازی، که به کمال زیادی رسیده‌است، اگر همیشه در اختیار یک شخص باقی می‌ماند، هرگز به چنین کمالی نمی‌رسید. من متقاعد شده‌ام که حتی اگر ساعت‌های دیواری و ساعت‌های مچی زیادی هم داشته باشم، هر چقدر هم که آن‌ها دقیق و زیبا باشند، اهمیت آن‌ها به خاطر تقسیم‌بندی است که با هنرمندی در آن استفاده شده‌است.

## تأثیر
در حالی که نویسنده احتمالاً نمی‌خواسته اخلاق را از بین ببرد، منتقدان دیدگاه او دربارهٔ طبیعت انسانی را منفی و تحقیرآمیز می‌دانند. از دیگر از کارهای او، جستجوی طبیعت جامعه (۱۷۲۳) بود. این کتاب ضمیمه ای نسخه‌های بعدی این افسانه، همچنین اذهان عمومی را به وحشت انداخت، که آخرین کارهای او، " اندیشه‌های آزاد دربارهٔ دین" (۱۷۲۰) و تحقیق دربارهٔ منشأ آن عزت و سودمندی مسیحیت (۱۷۳۲) اطمینان چندانی نداشت. زمانی او تقریباً به نظرات مدرن نزدیک می‌شود که دربارهٔ خاستگاه جامعه صحبت می‌کند. نظریه‌های پیشینی او را می‌توان با تحقیقات تاریخی حقوقی هنری ماین (قانون باستان) مقایسه کرد. او تلاش می‌کند تا نشان دهد که تمام قوانین اجتماعی از بزرگ گرایی‌های خودخواهانه و اتحادهای کننده در میان افراد ضعیف به وجود آمده‌است. او با انکار هر نوع احساس اخلاقی یا وجدان، تتمام فضایل اجتماعی را ناشی از غریزه‌ای می‌داند که براساس آن فرد تلاش می‌کند از خود محافظت کند. توافقات دفاعی و تهاجمی بین شرکا و احساس غرور و افتخار هم در نظر او موارد مصنوعی هستند که سیاستمداران، به عنوان پادزهری برای اختلافات و هرج و مرج به وجود می‌آورد
پارادوکس‌های طعنه آمیز مندویل جالب توجه اند. آن‌ها اکثراً آرمان‌گرایی «دوست داشتنی» شفتسبوری را نقد می‌کنند و همچنین می‌توان آن‌ها را با سیستم‌های جدی و خودخواهانه هابز و هلوتیوس مقایسه کرد.
فردریش هایک که طرفدار اقتصاد اتریش بود، در کتاب قانون، قانون گذاری و آزادی نظریه‌های مندویل دربارهٔ جامعه و سیاست را مورد ستایش قرار دارد. اما بیشترین تأثیر را کینز داشت که از نظریه‌های او در مقاله ای تحت عنوان دربارهٔ مالتوس و نیز در نظریه عمومی استفاده کرد و دوباره او را در کانون توجه قرار داد. کینز نظریه‌های مندویل را پیش‌درآمدی برای نظریه تقاضای مؤثر ناکافی می‌داند که از آن خود اوست.

## یادداشت
1. ↑  Airaksinen, Timo (2001). The philosophy of the Marquis de Sade. Taylor & Francis e-Library. p. 20–21. ISBN 0-203-17439-9. Two of Sade’s own intellectual heroes were Niccolò Machiavelli and Thomas Hobbes, both of whom he interpreted in the traditional manner to recommend wickedness as an ingredient of virtue. … Robert (sic) Mandeville is another model mentioned by Sade, and he would have appreciated Malthus as well.
2. 1 2  Mitchell 1911.
3. ↑  Mandeville.
4. ↑  Eine Streitschrift…, Essay von Ursula Pia Jauch. Carl Hanser Verlag, München 2001.

## برای مطالعهٔ بیشتر
- Gerold Blümle و Nils Goldschmidt: Ein Lob dem Laster. در: Süddeutsche Zeitung . 17 مه 2010 (sueddeutsche.de).
- Carrive, P. (1980), Bernard Mandeville, Paris.
- Clark, Henry, ed. (2003), Commerce, Culture and Liberty: Readings on Capitalism Before Adam Smith, Indianapolis: Liberty Fund, ISBN 0-86597-379-2.
- Donati, R. (2011), Le ragioni di un pessimista. Mandeville nella cultura dei Lumi, Pisa: ETS, ISBN 978-88-467-2802-9.
- Goldsmith, M. M. (1985), Private Vices, Public Benefits. The Social and Political thought of Bernard Mandeville, Cambridge: Cambridge University Press.
- Horne, T. A. (1978), The Social Thought of Bernard Mandeville: Virtue and Commerce in Early Eighteenth Century England, New York: Columbia University Press.
- Hundert, E. G. (1994), The Enlightenment's Fable. Bernard Mandeville and the Discovery of Society, Cambridge: Cambridge University Press.
- Monro, H. (1975), The Ambivalence of Bernard Mandeville, Oxford.
- Primer, I., ed. (1975), Mandeville Studies, The Hague: Martin Nijhoff.
- Primer, I., ed. (2006), Bernard Mandeville's A Modest Defence of the Publick Stews: Prostitution and Its Discontents in Early Georgian England, New York: Palgrave Macmillan, ISBN 1-4039-7167-6.
- Prior, Charles, ed. (2000), Mandeville and Augustan Ideas: New Essays, English Literary Studies, Victoria, British Columbia: University of Victoria, ISBN 0-920604-73-0.
- Rosenthal, Laura (2006), Infamous Commerce: Prostitution in Eighteenth Century British Literature and Culture, Ithaca: Cornell University Press, ISBN 0-8014-4404-7.
- Schneider, L. (1987), Paradox and Society, New Brunswick.
- Scribano, M. E. (1980), Natura umana e società competitiva, Milano.
- Simonazzi, M. (2008), Le favole della filosofia, Milano.
- Smith, George H. (2008).  Hamowy, Ronald (ed.). The Encyclopedia of Libertarianism. Thousand Oaks, CA: SAGE; Cato Institute. pp. 314–15. doi:10.4135/9781412965811.n190. ISBN 978-1-4129-6580-4. LCCN 2008009151. OCLC 750831024 https://books.google.com/books?id=yxNgXs3TkJYC. {{cite encyclopedia}}: Missing or empty |title= (help)
- Stafford, J. Martin, ed. (1997), Private Vices, Publick Benefits? The Contemporary Reception of Bernard Mandeville, Solihull: Ismeron, ISBN 0-9512594-5-8.
- Tolonen, Mikko (2013), Mandeville and Hume anatomists of civil society, Oxford: Voltaire Foundation.
- Kleiman-Lafon, Sylvie (2013), The healing power of words: medicine as literature in Bernard Mandeville's Treatise of the hypochondriack and hysterick diseases, Oxford: Voltaire Foundation